# Parantica timorica
Parantica timorica is een vlinder uit de familie Nymphalidae, onderfamilie Danainae.
De wetenschappelijke naam van de soort is voor het eerst geldig gepubliceerd in 1887 door Henley Grose-Smith.
De soort komt alleen voor in Indonesië. Hij staat op de Rode Lijst van de IUCN als bedreigd.